# 霧社·川中島
《霧社·川中島》是台灣導演比令·亞布於 2013 年拍攝的紀錄片。這部紀錄片以賽德克族人的記憶回溯，特別訪談清流部落的族人，重新詮釋霧社事件，以及呈現霧社事件餘生的後裔族人的觀點。透過賽德克內三方語群
Tgdaya、Toda、Truku 族人的訪談內容，讓部落族人談他們自己的歷史。

## 歷史背景
這部紀錄片主要是以賽德克族人的觀點來看霧社事件。1930年10月27日是臺灣神社祭，霧社地區照例舉辦聯合運動會。莫那．魯道等人在這一天，因為不堪日本統治當局長期壓迫暴政，馬赫坡社頭目莫那·魯道率領Tgdaya語群各部落聯合起事，爆發原住民抗日事件，殺死日本人134名，即為「霧社事件」。從10月28日到12月下旬，戰事持續約2個月，霧社六社戰死、自殺、病死、燒死共644人，超過總人口的一半。隔年（1931年）四月，日本政府用以番制番的手段，派 Toda 語群去殲滅霧社事件後居住於收容所的Tgdaya餘生者，被殺及自殺者共216人，被稱為第二次霧社事件。最後倖存的298
人被強制遷移至北港溪與眉原溪交會處的川中島（今清流部落），遠離祖居之地。

## 創作原因
導演魏德聖所拍攝的電影《賽德克・巴萊》上映後，再度讓台灣社會重新審視「霧社事件」這段歷史，也掀起一股討論熱潮。《賽德克・巴萊》主要描寫 Toda 與 Tgdaya 之間的仇恨，但有族人認為，《賽德克・巴萊》為了配合電影的劇情需求，刻意誇大了 Tgdaya 頭目莫那・魯道和 Toda 頭目鐵木・瓦歷斯之間的對立，有違史實，甚至擔憂《賽德克・巴萊》描繪 Toda 親日的形象，恐怕會加深族群之間的衝突。受邀擔任電影隨拍族語顧問的歷史學者郭明正，寫下「真相‧巴萊」一書，針對電影中的錯誤提出澄清與說明，盼還原歷史真相，避免民眾以為電影就等同於史實。
《賽德克・巴萊》的廣大影響力是比令．亞布決定拍攝《霧社・川中島》的其中一個原因。比令．亞布擔憂電影中過度描寫族群衝突會影響 Toda 與 Tgdaya 的年輕人對彼此的想法，妨礙族群的融合，因此決心拍這部片，試圖化解《賽德克・巴萊》可能產生的不良影響。而比令．亞布拍攝《霧社・川中島》的另一個原因則是希望讓族人的聲音被聽見，也讓 Toda 族的鐵木・瓦歷斯回歸歷史上應有的定位。一直以來莫那・魯道被塑造成民族英雄，相關的文獻資料通常不太討論鐵木・瓦歷斯，且主要在論述霧社事件的都是 Tgdaya 而非 Toda，他希望讓 Toda 也有發聲權。隨著島嶼統治者更迭，對霧社事件各有解讀，卻難以聽見餘生族人及其後代的聲音。長久以來，事件被納入各種國族敘事的框架之中，這段歷史也成為川中島‧清流部落的長者選擇迴避的記憶。比令．亞布希望藉由《霧社・川中島》讓族人的聲音不僅能夠彼此對話，也能讓外界聽見。

## 導演簡介
比令․亞布（Pilin Yapu）為泰雅族人，生長於馬必浩（Mapihaw）部落。1990年代，比令․亞布歸返部落，投入原住民文化復興與紀錄片攝製工作，與弗耐˙瓦旦（Baunay Watan）、尤瑪˙達陸（Yuma Taru）成立「泰雅北勢群文化工作室」。現居於苗栗縣泰安鄉麻必浩部落，是台中市和平區博烏瑪國小的校長，作品包括1998年《彩虹的故事》、1999年《部落的高速公路》、2000年《建橋築夢》、2001年《打造新部落之路》、2002年《走！親近祖靈》、2003年《我們的畢業典禮》、2008年《日昇部落》、2009年《走過千年》、《祖先的腳步》、2012年《霧社．川中島》、《天國計程車》。

## 外部連結
- 歷史再現的詮釋權－以比令．亞布《霧社．川中島》為討論對象 作者：鄭勝奕[永久]
- 比令·亞布數位主題館 （页面存档备份，存于）
- 原住民族文化事業基金會 紀錄片系列_霧社川中島 （页面存档备份，存于）
- 比令·亞布簡介 （页面存档备份，存于）